# Kansaignathus
Kansaignathus („čelist z Kansai“) je rod menšího, vývojově vyspělého deinonychosaurního teropodního dinosaura. Žil v období pozdní pozdní křídy (věk santon), asi před 85 miliony let.

## Výskyt
Kansaignathus obýval území současného Tádžikistánu a jeho fosilie byly objeveny v sedimentech geologického souvrství Ialovachsk. Mezi nejbližší příbuzné tohoto rodu patřil geologicky mladší severoamerický rod Acheroraptor, objevený na území dnešní Montany v USA.

## Objev a zařazení
Fosilie tohoto teropoda byly objeveny v 60. letech 20. století sovětskou paleontologickou expedicí do Ferganské kotliny. Holotyp s označením 2398/15 je vlastně jen fragmentem pravé čelistní kosti (ze spodní čelisti) a formálně byl popsán až v červnu roku 2021. Rodové jméno odkazuje k místu objevu, druhové pak k historickému názvu oblasti nálezu - Sogdiana.
Tento dromeosaurid byl zástupcem podčeledi Velociraptorinae a mezi jemu nejbližší rody patřil Deinonychus, Acheroraptor, Velociraptor nebo Adasaurus.